# Nogent - Le Perreux (métro de Paris)
Nogent - Le Perreux est une future station du métro de Paris qui sera située le long de la ligne 15 au Perreux-sur-Marne, dans le Val-de-Marne. Destinée à être ouverte à l'horizon 2031, elle offrira une correspondance avec la ligne E du RER via la gare de Nogent - Le Perreux. Elle devrait voir passer 35 000 voyageurs par jour.

## Histoire

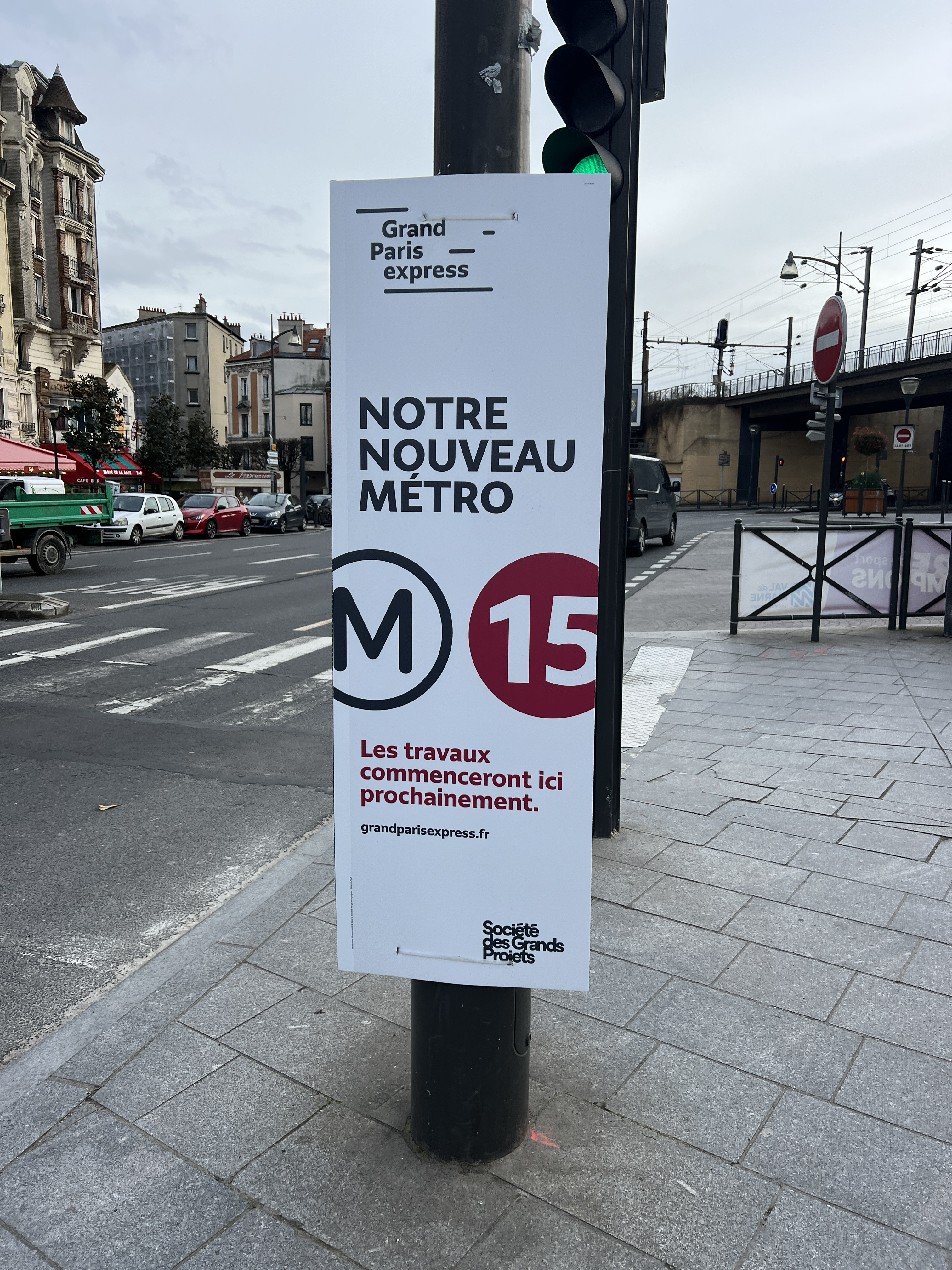
Affiche annonçant le chantier.